# Scottish League Two 2024/25
Die Scottish League Two wurde 2024/25 zum 12. Mal als vierthöchste Fußball-Spielklasse der Herren in Schottland ausgetragen. Die Liga wurde offiziell als William Hill League Two ausgetragen. und war nach der Premiership, Championship und League One eine der vier Ligen in der Scottish Professional Football League. Gefolgt wurde die League Two von den regionalen Ligen, der Highland und Lowland Football League.
Die Saison wurde von der Scottish Professional Football League geleitet und ausgetragen begann am 3. August 2024 und endete mit dem 36. Spieltag am 3. Mai 2025. Der Spielplan wurde am 27. Juni 2024 veröffentlicht.
In der Saison 2024/25 treten zehn Klubs in insgesamt 36 Spieltagen gegeneinander an. Jedes Team spielt jeweils zweimal zu Hause und auswärts gegen jedes andere Team. Der Meister steigt direkt in die League One auf. Die Vereine auf den Plätzen zwei bis vier spielen in der Aufstiegsrelegation gegen den Tabellenneunten der League One. Der Tabellenletzte spielt in der Abstiegsrelegation gegen den Meister der Highland Football League oder Lowland Football League.

## Vereine
| Verein                  | Stadt       | Stadion            | Kapazität |
| ----------------------- | ----------- | ------------------ | --------- |
| Bonnyrigg Rose Athletic | Bonnyrigg   | New Dundas Park    | 3.000     |
| FC Clyde                | Cumbernauld | New Douglas Park   | 6.018     |
| Edinburgh City          | Edinburgh   | Meadowbank Stadium | 1.280     |
| FC East Fife            | Methil      | Bayview Stadium    | 1.980     |
| Elgin City              | Elgin       | Borough Briggs     | 4.520     |
| Forfar Athletic         | Forfar      | Station Park       | 6.777     |
| FC Peterhead            | Peterhead   | Balmoor Stadium    | 3.150     |
| FC Spartans             | Edinburgh   | Ainslie Park       | 3.612     |
| Stirling Albion         | Stirling    | Forthbank Stadium  | 3.808     |
| FC Stranraer            | Stranraer   | Stair Park         | 4.178     |

## Abschlusstabelle
| Pl. | Verein                    | Sp. | S  | U  | N  | Tore    | Diff. | Punkte |
| --- | ------------------------- | --- | -- | -- | -- | ------- | ----- | ------ |
| 1.  | FC Peterhead              | 36  | 19 | 9  | 8  | 052:400 | +12   | 66     |
| 2.  | FC East Fife              | 36  | 20 | 5  | 11 | 065:370 | +28   | 65     |
| 3.  | Edinburgh City (A)        | 36  | 17 | 5  | 14 | 054:470 | +7    | 56     |
| 4.  | Elgin City                | 36  | 16 | 7  | 13 | 048:410 | +7    | 55     |
| 5.  | FC Spartans               | 36  | 15 | 7  | 14 | 048:470 | +1    | 52     |
| 6.  | Stirling Albion (A)       | 36  | 14 | 6  | 16 | 050:570 | −7    | 48     |
| 7.  | FC Clyde                  | 36  | 11 | 10 | 15 | 049:540 | −5    | 43     |
| 8.  | FC Stranraer              | 36  | 11 | 7  | 18 | 034:420 | −8    | 40     |
| 9.  | Forfar Athletic           | 36  | 8  | 12 | 16 | 029:420 | −13   | 36     |
| 10. | Bonnyrigg Rose Athletic 1 | 36  | 12 | 6  | 18 | 040:620 | −22   | 36     |

Platzierungskriterien: 1. Punkte – 2. Tordifferenz – 3. geschossene Tore – 4. Direkter Vergleich (Punkte, Tordifferenz, geschossene Tore)
| Zum Saisonende 2024/25: |                                                                       |
| Meister und Aufsteiger in die Scottish League One 2025/26 Teilnahme an den Aufstieg-Play-offs Teilnahme an der Abstiegs-Relegation |                                                                       |
| Zum Saisonende 2023/24: |                                                                       |
| (A) | Absteiger aus der Scottish League One 2023/24                         |
| (N) | Aufsteiger aus der Lowland Football League / Highland Football League |

## Relegation
Teilnehmer an den Relegationsspielen sind der Zehntplatzierte der diesjährigen League Two sowie die beiden Meister aus der Highland- und Lowland Football League. Der Sieger der ersten Runde spielt in der zweiten Runde gegen den League-Two-Verein um einen Platz für die folgende Saison 2025/26.
Erste Runde
Die Spiele werden am 26. April und 3. Mai 2025 ausgetragen.
|                  | Gesamt |               | Hinspiel | Rückspiel |
| ---------------- | ------ | ------------- | -------- | --------- |
| FC East Kilbride | 7:4    | Brora Rangers | 4:1      | 3:3       |

Zweite Runde
Die Spiele werden am 10. und 17. Mai 2025 ausgetragen.
|                  | Gesamt |                         | Hinspiel | Rückspiel |
| ---------------- | ------ | ----------------------- | -------- | --------- |
| FC East Kilbride | 3:1    | Bonnyrigg Rose Athletic | 3:1      | 0:0       |